# فالديهونكار
بلدية فالديهونكار (بالإسبانية: Valdehúncar)‏، هي بلدية تقع في مقاطعة قصرش والتي تقع في منطقة إكستريمادورا، غرب إسبانيا.
يبلغ عدد سكانها 221 نسمة وفقاً لإحصائية سنة (2002).